# Çemişgezek

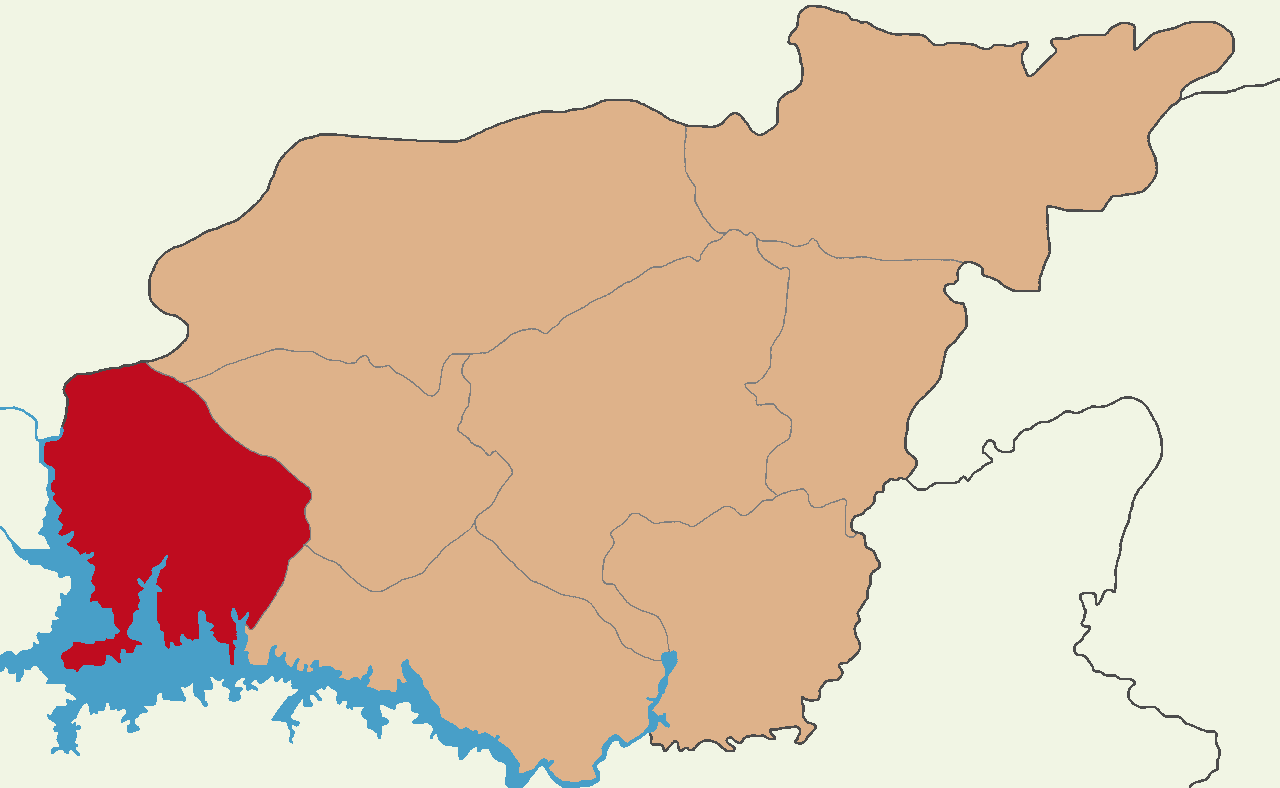
Localització de Çemişgezek dins la província de Tunceli.

Çemişgezek (armeni: Չմշկածագ-Tchimichgadzak) (també coneguda com a Melkişî) és un districte i una ciutat de la província de Tunceli, a Turquia.
El districte està situat a l'oest de la província i ocupa una superfície de 865 km². Limita amb les províncies d'Erzincan i Elâzığ. El districte té una població de 8.572 habitants (2008). Menys de la meitat d'aquests viuen a la mateixa ciutat de Çemişgezek (3.327 habitants).

## Història
Çemişgezek fou un principat kurd originat en una nissaga que pretenia ser d'origen abbàssida tot i que, com el seu nom assenyala, més aviat eren d'origen turc seljúcida. El seu cap era el malkixi (Malik-xahi). El principat era força gran i de vegades se l'anomenava Kurdistan. Van conservar els dominis sota els mongols il-kans, sota Tamerlà i després sota els Qara Qoyunlu, però foren combatuts pels Aq Qoyunlu mitjançant la tribu turca dels kharbandalus. Xaikh Hussayn va aconseguir expulsar la tribu Kharbandalu a començaments del segle xvi i es va sotmetre al safàvida Ismail I però aquest el va destituir i va nomenar un governador persa. Després de Caldiran (1514) Selim I va restablir el principat en la persona de Pir Husayn. Va subsistir com a vassall otomà fins al segle xix.